# کازماپولیتن
کازماپولیتن (Cosmopolitan) گونه‌ای کوکتل است که با ودکا، ‌کوآنترو یا تریپل سک و آب زغال‌اخته به همراه آب لیموترش تازه یا آب‌لیمو تهیه می‌شود.
به آن به صورت کوتاه‌شده، «کازمو» هم گفته می‌شود.